# Osbornellus fumidus
Osbornellus fumidus är en insektsart som beskrevs av Beamer 1937. Osbornellus fumidus ingår i släktet Osbornellus och familjen dvärgstritar. Inga underarter finns listade i Catalogue of Life.